# Rodolfo Landeros Gallegos
Rodolfo Landeros Gallegos (Calvillo, Aguascalientes; 1931 - Ciudad de México, 11 de octubre de 2001), fue licenciado en Relaciones Públicas y político mexicano, miembro del Partido Revolucionario Institucional, fue gobernador de Aguascalientes de 1980 a 1986.
Rodolfo Landeros, popularmente conocido por el mote de El Güero, estudió relaciones públicas y medios de difusión, desarrolló su carrera política siempre en estos medios, destacando como encargados de las oficinas de prensa y comunicación social de la Presidencia de la República y del Comité Ejecutivo Nacional del PRI durante el gobierno de José López Portillo.
Postulado y electo gobernador de Aguascalientes en 1980, realizó una importante obra pública en el estado y la capital.